# Герцог д’Альбуфера

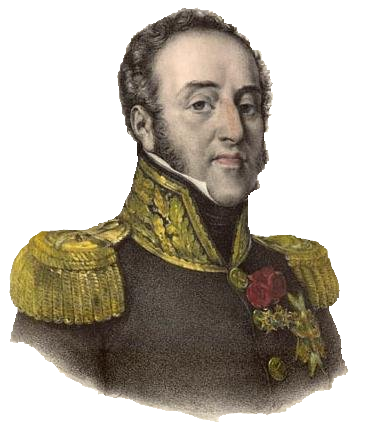
Луи Габриэль Сюше, 1-й герцог д’Альбуфера (1770—1826)

Герцог д’Альбуфе́ра (фр. Duc d'Albufera) — французский аристократический титул, который был создан 24 января 1812 года императором Наполеоном I для французского полководца Луи Габриэля Сюше (1770—1826), графа де Сюше и графа империи (19 марта 1808), затем маршала империи (1811).

## История
Название герцогского титула происходит от названия Альбуфера, морской лагуны, расположенной в 10 км к югу от Валенсии (Испания). 9 января 1812 года маршал Луи-Габриэль Суше в лагуне Альбуфера принял капитуляцию гарнизона испанской крепости Валенсия под командованием Хоакина Блейка.
3 января 1813 года маршал Сюше получил императорский указ о пожаловании ему герцогского титула.
В 1814 году после поражения Наполеона и вступления на престол Людовика XVIII маршал Сюше был включен в состав Палаты пэров. 2 июня 1815 года, во время Ста дней Наполеон I сохранил за Суше место в Палате пэров. 24 июля 1815 года после вторичного восстановления на престоле Людовика XVIII маршал Сюше был исключен из Палаты пэров. 5 марта 1819 года маршал Луи Габриэль Сюше был восстановлен в Палате пэров. 17 марта 1827 года титул герцога-пэра д’Альбуфера был признан королевским указом наследственным в семье Сюше. В 1826 году после смерти Луи Габриэля Сюше ему наследовал его сын, Луи Наполеон Суше, 2-й герцог д’Альбуфера.
В честь герцога д’Альбуфера название «альбуфера» носит соус французской кухни и блюда, к которым его сервируют.

## Хронологический список графов Сюше, герцогов д’Альбуфера

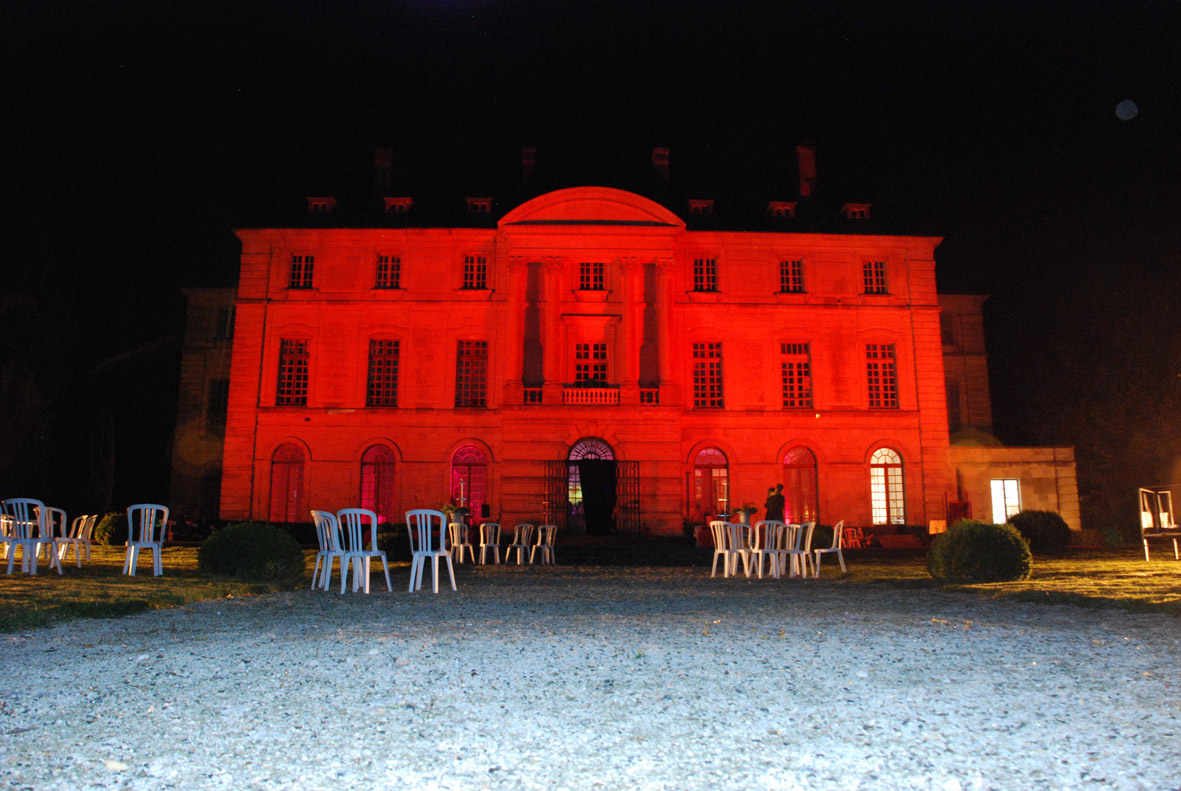
Замок Монгобер, резиденция Рауля Сюше, 3-го герцога д’Альбуфера (1845—1925)

- 1812—1826: Луи-Габриэль Сюше (2 марта 1770 — 3 января 1826), 1-й граф Сюше, 1-й герцог д’Альбуфера, маршал Франции
- 1826—1877: Луи Наполеон Сюше (23 мая 1813 — 21 июля 1877), единственный сын предыдущего, 2-й герцог д’Альбуфера, 2-й граф Сюше, французский политический деятель
- 1877—1925: Рауль Сюше (11 мая 1845 — 30 октября 1925), единственный сын предыдущего, 3-й герцог д’Альбуфера, 3-й граф Сюше
- 1925—1953: Луи Жозеф Сюше (8 декабря 1877 — 14 июня 1953), второй сын предыдущего, 4-й герцог д’Альбуфера, 4-й граф Сюше
- 1953—1995: Луи II Сюше (2 августа 1905 — 7 марта 1995), старший сын предыдущего, 5-й герцог д’Альбуфера, 5-й граф Сюше
- 1995—2006: Наполеон II Сюше (5 декабря 1912 — 2 августа 2006), младший брат предыдущего, 6-й герцог д’Альбуфера, 6-й граф Сюше, мэр Монгобера
- 2006 — настоящее время: Эммануэль Сюше (род. 19 июня 1944), старший сын предыдущего, 7-й герцог д’Альбуфера, 7-й граф Сюше.
  - наследник титула: Арман Луи Наполеон Жерар, маркиз д’Альбуфера (род. 25 октября 1976), единственный сын предыдущего.